# 110 TCN
Năm 110 TCN là một năm trong lịch Julius. 